# Tiziano Nava
Tiziano Nava (Laveno-Mombello, 23 febbraio 1958) è un velista italiano.

## Biografia
Tiziano Nava è nato e vive a Laveno, sul Lago Maggiore, dove ha iniziato ad andare in barca all' età di 10 anni, cominciando con le derive, Vaurien, poi il 470 e infine il Laser, dove vince Campionati Italiani ed Europei.
A 21 anni comincia a regatare anche sulle barche a chiglia, dove vince diversi titoli italiani e 5 Campionati del Mondo, quattro con i Minitonner e uno con i One Tonner.
Nel 1983, partecipa a Newport, alla sua prima Coppa America, regatando su Azzurra nel ruolo di Tattico. Sempre con Azzurra partecipa anche alla Coppa America a Perth in Australia nel 1986-87.
Nel 1987 comincia a regatare sui Maxi Yachts, con il Moro di Venezia di Raul Gardini (2° al Campionato Mondiale). Lavora poi con Paul Cayard nell'avventura di Coppa America a San Diego, sempre con il Moro di Venezia, dal ‘91 al ‘93.
Contemporaneamente regata sui monotipi, vincendo nei J-24, Surprise e Ufo 22 titoli italiani ed europei.
Dal 2000 regata nei Melges 24, classe in cui ha vinto con "Blu Moon" 3 Campionati Italiani, 3 Campionati Europei e due Campionati Mondiali; e nei Farr 40, dove finisce terzo ai Mondiali di Sydney nel 2005.
Con l'otto Metri “Bona”, vince per 4 volte la Coupe Cartier, Campionato del Mondo per la classe “Vintage”. Sempre con le barche metriche, nel 2014 ha vinto in Germania l'Henoschima Trophy, campionato mondiale per i 5.5 S.I. Vintage.
Con il Maxi Yacht "Esimit" (ex Alfa Romeo) detiene il record della Barcolana (2010) e della Palermo-Montecarlo. La Barcolana l'aveva vinta altre due volte al timone del Moro di Venezia 1 e del Moro di Venezia 2.
Regata da diversi anni anche sui magnifici Wally Yachts, a bordo di Kauris 2, Kauris 3, Tiketitan, e nelle stagioni 2014 e 2015 con Magic Blue, con il quale vince la Minorca Maxi Yacht e Les Voiles de Saint Tropez.
Dal 2015 ha aggiunto ai suoi progetti anche il “Banda Larga”, una deriva di oltre 9 metri, disegnata da Bruce Farr, dotata di terrazze e trapezi. Al timone di questo razzo parteciperà alle più importanti regate dei laghi europei in Classe Libera.
In qualità di coach Tiziano ha allenato e allena molti equipaggi, tra cui il Farr 40 "Enfant Terrible" (2° al Camp. Mondiale 2012), il Melges 32 B- Lin (Campione Mondiale 2010) e il TP 52 americano Quantum Racing (vincitore della Sardinia Cup 2012).
Tiziano è stato anche commentatore sportivo: nel 1992-93 per Telemontecarlo per la Coppa America del Moro di Venezia a San Diego e per la TV Svizzera italiana durante le Coppe America di Alinghi nel 2004 a Auckland e nel 2007 a Valencia.